# David Chidgey
David William George Chidgey, baron Chidgey, né le 9 juillet 1942 à Basingstoke et mort le 15 février 2022, est un homme politique libéral démocrate britannique. Ancien député d'Eastleigh, il siège ensuite à la Chambre des lords.

## Biographie

### Jeunesse
David Chidgey est allé au lycée du comté de Brune Park (maintenant appelé Brune Park Community College) à Gosport. Ingénieur agréé, Chidgey fait ses études d'ingénieur en mécanique à l'Admiralty College de Portsmouth (Portsmouth Naval College), puis en tant qu'ingénieur civil à l'École polytechnique de Portsmouth. Il travaille pour le Hampshire County Council jusqu'en 1973, puis comme ingénieur-conseil chez Brian Colquhoun and Partners jusqu'en 1994.

### Carrière politique
David Chidgey est conseiller du milieu des années 1970 au début des années 1990 au conseil municipal de New Alresford et au conseil municipal de Winchester. Il se présente dans la circonscription du Parlement européen central du Hampshire aux élections partielles de 1988 et aux élections au Parlement européen de 1989. Il est président régional des libéraux démocrates du Hampshire et de Wight de 1992 à 1994.
Aux élections générales de 1992, il se présente dans la circonscription d'Eastleigh dans le Hampshire, terminant deuxième derrière le candidat conservateur, Stephen Milligan. Après la mort de Milligan en 1994, Chidgey remporte l'élection partielle qui en résulte, reléguant les conservateurs à la troisième place. Il est réélu aux élections générales de 1997 et 2001 et se retire aux élections générales de 2005.
À la Chambre des communes, il est membre du panel du président (2001-2005), porte-parole de l'emploi et de la formation, porte-parole des transports, porte-parole du commerce et de l'industrie et membre du comité spécial des affaires étrangères (1999-2005) et de la Comité mixte des droits de l'homme (2003–2005).
Le 17 juin 2005, il est créé pair à vie sous le titre de baron Chidgey, de Hamble-le-Rice dans le comté de Hampshire. À la Chambre des lords, il est porte-parole des libéraux démocrates pour la défense de 2005 à 2006.
Depuis 2007, le baron Chidgey est membre du conseil d'administration de l'AWEPA.
En 2008, David Chidgey est nommé président du comité de surveillance de la Commonwealth Policy Studies Unit, un Think tank consacré aux préoccupations politiques dans tout le Commonwealth.

### Famille
David Chidgey épouse April Carolyn Idris-Jones en 1965 à Gosport. Ils ont un fils et deux filles.